# Petawattuur
| Afgeleide eenheden van wattuur | Afgeleide eenheden van wattuur | Afgeleide eenheden van wattuur |
| factor                         | naam                           | symbool                        |
| ------------------------------ | ------------------------------ | ------------------------------ |
| 10−3                           | milliwattuur                   | mWh                            |
| 1                              | wattuur                        | Wh                             |
| 103                            | kilowattuur                    | kWh                            |
| 106                            | megawattuur                    | MWh                            |
| 109                            | gigawattuur                    | GWh                            |
| 1012                           | terawattuur                    | TWh                            |

Een PWh of petawattuur is een eenheid voor energie. Ze is gelijk aan:
- 1 biljard wattuur
- 1 biljoen kWh
- 1 miljard MWh
- 1 miljoen GWh
- 1000 TWh
- 3,6 triljoen of 3,6·1018 joule

Enkele landen (waaronder de Verenigde Staten en de Volksrepubliek China) produceren en consumeren enkele petawattuur aan elektriciteit per jaar. De eenheid wordt dan ook enkel gebruikt in deze context. In 2007 verbruikte de VS 3,89 PWh en China 3,27 PWh. De totale wereldconsumptie van elektriciteit bedroeg in 2010 ruim 20 PWh..